# Объединённый мир борьбы
Объединённый мир борьбы (англ. United World Wrestling) — международная федерация греко-римской борьбы, вольной борьбы и женской борьбы, являющихся олимпийскими видами спорта. С 2006 года представляет также грэпплинг, панкратион, пляжную борьбу, смешанные единоборства и этноспорт — традиционные виды борьбы разных народов. Рабочие языки федерации — английский и французский.
Для координации новых видов борьбы в структуру международной федерации включены:
- Объединённый средиземноморский комитет борьбы (фр. Comité Méditerranéen des Luttes Associées);
- Всемирный комитет грэпплинга (фр. Comité Mondial de Grappling);
- Всемирный комитет панкратиона (фр. Comité Mondial de Pankration);
- Всемирный комитет традиционных видов борьбы ФИЛА (фр. FILA Comité Mondial des Luttes Traditionnelles).

## Название
С момента основания международной федерации и до сентября 2014 года международная ассоциация называлась Международной федерацией объединённых стилей борьбы или ФИЛА — от французского Fédération Internationale des Luttes Associées (FILA), ранее являвшегося основным названием федерации; по-английски федерация носила название The International Federation of Associated Wrestling Styles. 7 сентября 2014 года на конгрессе ФИЛА в Ташкенте было принято решение о том, что основным названием международной федерации станет англоязычное название United World Wrestling (с англ. — «Объединённый мир борьбы»); французское название осталось неизменным.

## История
Борьба всегда у всех народов пользовалась популярностью. Как один из древнейших видов спорта, она была включена в программу I Олимпийских игр 1896 г.
Правила соревнований на I Олимпиаде не предусматривали разделения на весовые категории. Первые в истории спортивной борьбы олимпийские медали получили — Карл Шуман (Германия), Георгиос Цитас и Стефанос Христопулос (оба — Греция).
В 1904 году в олимпийскую программу к классической борьбе в программу была включена и вольная борьба.
В 1912 году была создана Международная федерация любительской борьбы (ФИЛА).
С 1924 года ФИЛА проводит чемпионаты Европы по классической борьбе. Тогда же федерацией были переработаны правила вольной борьбы, которые приблизились к правилам классической борьбы.
В 1966 году на конгрессе ФИЛА в американском городе Толидо в качестве международного вида борьбы было признано самбо.
ФИЛА занимается популяризацией и развитием спортивной борьбы во всех странах мира, она осуществляет контроль за соблюдением устава ФИЛА на всех соревнованиях под своей эгидой. Международное соревнование считается не правомочным, если на нём нет представителя ФИЛА.
ФИЛА представляет мировую любительскую борьбу в Международном олимпийском комитете, защищает её интересы, разбирает спорные вопросы, возникающие между отдельными федерациями стран.
Высшим органом ФИЛА является конгресс, который проводится раз в два года. В период между конгрессами работу ФИЛА возглавляет бюро, которое собирается не реже одного раза в год.
Одна из главных задач ФИЛА — борьба против расовой дискриминации. С целью популяризации борьбы опытные специалисты направляются в различные страны для оказания методической и практической помощи, проводят совместные тренировки, семинары, конференции для тренеров и судей. Большое внимание ФИЛА уделяет совершенствованию правил в борьбе.
В 1956—1970 годах вице-президентом Международной любительской Федерации борьбы был заслуженный мастер спорта и заслуженный тренер СССР Алексей Катулин.

## Действующие члены бюро
| Имя                         | Страна           | Должность                                         |
| --------------------------- | ---------------- | ------------------------------------------------- |
| Ненад Лалович               | Сербия           | президент                                         |
| Ахрол Рузиев                | Узбекистан       | вице-президент                                    |
| Стэнли Дзидзич              | США              | вице-президент                                    |
| Михаил Мамиашвили           | Россия           | вице-президент                                    |
| Наталья Ярыгина             | Россия           | вице-президент                                    |
| Мишель Дюссон               | Франция          | генеральный секретарь                             |
| Замел Сайяф аль-Шахрани     | Катар            | член бюро                                         |
| Намиг Алиев                 | Азербайджан      | член бюро                                         |
| Карл-Мартин Дитман          | Германия         | член бюро                                         |
| Педро Гама Фильо            | Бразилия         | член бюро                                         |
| Теодорос Хамакос            | Греция           | член бюро                                         |
| Расул Хадем                 | Иран             | член бюро                                         |
| Ким Ик Джонг                | Республика Корея | член бюро                                         |
| Фуад Мескут                 | Марокко          | член бюро/президент Африканского совета по борьбе |
| Марина Де Буссоло Пелликоне | Италия           | член бюро                                         |
| Хидеаки Томияма             | Япония           | член бюро                                         |
| Даулет Турлыханов           | Казахстан        | член бюро                                         |
| Цено Ценов                  | Болгария         | член бюро/президент Европейского совета по борьбе |
| Родика Мария Якси           | Турция           | член бюро                                         |
| Ким Чанг Кью                | Республика Корея | президент Азиатского совета по борьбе             |
| Франциско Эдуардо Ли Лопес  | Гватемала        | президент Американского совета по борьбе          |
| Джон Тарконг                | Палау            | президент Совета по борьбе Океании                |
| Кэрол Хвин                  | Канада           | представитель Комитета спортсменов                |

обновлено в декабре 2016

## Президенты
| №  | Годы         | Президент          | Страна    |
| -- | ------------ | ------------------ | --------- |
| 1. | 1912—1924    | Эйнар Роберг       | Швеция    |
| 2. | 1924—1930    | Альфред Брюлль     | Венгрия   |
| 3. | 1930—1952    | Виктор Смедс       | Финляндия |
| 4. | 1952—1971    | Роже Кулон         | Франция   |
| 5. | 1971—2002    | Милан Эрцеган      | Югославия |
| 6. | 2002—2013    | Рафаэль Мартинетти | Швейцария |
| 7. | 2013 — н. в. | Ненад Лалович      | Сербия    |